# Лаймгрубер, Вернер
Ве́рнер Лаймгру́бер (нем. Werner Leimgruber; 2 сентября 1934, Базель — 2 января 2025) — швейцарский футболист, защитник.

## Карьера

### Клубная карьера
На протяжении всей своей карьеры был игроком клуба родного города Цюрих, за который он играл с 1954 по 1970 год. Он выиграл вместе с ним три чемпионата Швейцарии, а в 1966 и 1970 годах он также выиграл Кубок Швейцарии. На международном уровне самым большим достижением для Леймгрубера с клубом стал выход в полуфинал Кубка европейских чемпионов.

### Карьера в сборной
31 марта 1963 дебютировал в официальных матчах в составе национальной сборной Швейцарии в матче отбора на Евро-1964 против Нидерландов.
В составе сборной являлся участником чемпионата мира 1966 года в Англии. На этом турнире он сыграл в одном матче против Испании.
В течение карьеры в национальной команде, которая длилась 4 года, провел в её форме 10 матчей.

### Смерть
Скончался 2 января 2025 года на 91-м году жизни.